# Zaricicea, Nadvirna
Zaricicea (în ucraineană Заріччя) este o comună în raionul Nadvirna, regiunea Ivano-Frankivsk, Ucraina, formată numai din satul de reședință.

## Demografie
Componența lingvistică a comunei Zaricicea
     Ucraineană (99,55%)
     Alte limbi (0,43%)
Conform recensământului din 2001, majoritatea populației comunei Zaricicea era vorbitoare de ucraineană (99,55%), existând în minoritate și vorbitori de alte limbi.